# Ellemford Bridge
Die Ellemford Bridge ist eine Straßenbrücke nahe der schottischen Ortschaft Abbey St Bathans in der Council Area Scottish Borders. 1997 wurde das Bauwerk in die schottischen Denkmallisten in der Denkmalkategorie B aufgenommen.

## Beschreibung
Der Mauerwerksviadukt wurde im Jahre 1886, ein Jahr vor der flussaufwärts gelegenen Smiddyhill Bridge, erbaut und wurde vermutlich im Laufe des 20. Jahrhunderts ausgebessert. Auftraggeber war die Verwaltung für Straßenbau der Grafschaft Berwickshire („Erected by the Berwickshire Road Trustees, John Turnbull Esq., 1886“).
Die Ellemford Bridge überspannt das Whiteadder Water am Nordrand des Weilers Abbey St Bathans und überspannt die Grenze zwischen den Civil Parishs Longformacus im Süden und Cranshaws im Norden. Das Mauerwerk des dreibogigen Viadukts besteht aus Sandstein, der an den Außenseiten sauberer zu Quadern bearbeitet wurde. Details bestehen aus poliertem Sandstein. Die Pfeiler der Ellemford Bridge sind mit gerundeten Eisbrechern ausgeführt. Am Fuße der auffächernden Brüstungen markiert ein Zierband den Verlauf des Brückendecks. Die Brücke führt die von Duns nach Tranent führende B6355 über den Fluss. Des Weiteren verläuft der Southern Upland Way über die Brücke.